# Khris Middleton
James Khristian Middleton (født 12. august 1991) er en amerikansk professionel basketballspiller, som spiller for NBA-holdet Washington Wizards. Han har været på All-Star holdet tre gange i sin karriere.

## Klubkarriere

### Detroit Pistons
Middleton blev valgt med det 39. valg i 2012 draften af Detroit Pistons. Han spillede kun 27 kampe i sin debutsæson, som også inkluderede, at han blev sendt ned til deres Development League-hold i en periode.

### Milwaukee Bucks
Middleton skiftede til Milwaukee Bucks den 31. juli 2013, som del af en aftale der sendte Brandon Jennings til Detroit. Han fik i Milwaukee en større rolle end han havde i Detroit, da han gik fra at spille i bare 27 kampe, til at spille alle 82 kampe i hans debutsæson med Bucks.
Over de næste to sæsoner etablerede han sig som en fast mand på Bucks holdet. Efter en skadesplaget 2016-17 sæson, så havde han sit store gennembrud i 2017-18, hvor han for første gange scorede 20+ point per kamp. Han blev i 2018-19 sæsonen valgt til All-Star holdet for første gang i sin karriere, og blev hermed den første spiller til at have været i Development League til at blive en All-Star.
I 2020-21 sæsonen spillede Middleton en central rolle i, at Bucks kom hele vejen til finalen af slutspillet for første gang siden 1974. Han spillede her en stor serie, herunder at han score 40 point i den fjerde kamp, da Bucks slog Phoenix Suns, og vandt NBA mesterskabet for første gang i 50 år.
Middleton blev igen valgt til All-Star holdet i 2022. Han led dog en knæskade i den første runde af slutspillet. Han vendte tilbage fra skaden i 2022-23 sæsonen, men spillede her i en reduceret rolle end tidligere. Han fortsatte hos holdet over de næste halvanden sæsoner, dog med tilbagevendende skadesproblemer.

### Washington Wizards
Efter 13 sæsoner med Bucks, så blev Middleton i februar 2025 sendt til Washington Wizards som del af en aftale som sender Kyle Kuzma den anden vej.

## Landsholdskarriere
Middleton var med på det amerikanske landshold til OL 2020 i Tokyo (afholdt i 2021). Her bestod indledende runde for første gang af fire puljer à fire hold, og USA, som havde vundet de seneste tre OL-guldmedaljer, var knap så store favoritter, som de tidligere havde været. Holdet indledte med at tabe til Frankrig, men vandt de to øvrige kampe og var dermed klar til knockout-fasen. Holdet virkede til at blive stærkere, som turneringen skred frem, og det vandt kvartfinalen over Spanien, derpå semifinalen over Australien, inden de i finalen igen stod over for Frankrig. Kampen blev ret tæt, men i anden halvleg var det med USA i spidsen hele tiden, og holdet genvandt guldet med en sejr på 87-82, mens Frankrig fik sølv og Australien bronze efter sejr i kampen om tredjepladsen.